# Genêt
Pour les articles homonymes, voir Genêt (homonymie).
Cet article possède un paronyme, voir Geney.
Taxons concernés
Parmi la famille des Fabaceae (papilionacées) les genres :
- Chamaecytisus
- Cytisus
- Cytisophyllum
- Genista
- Spartiummodifier

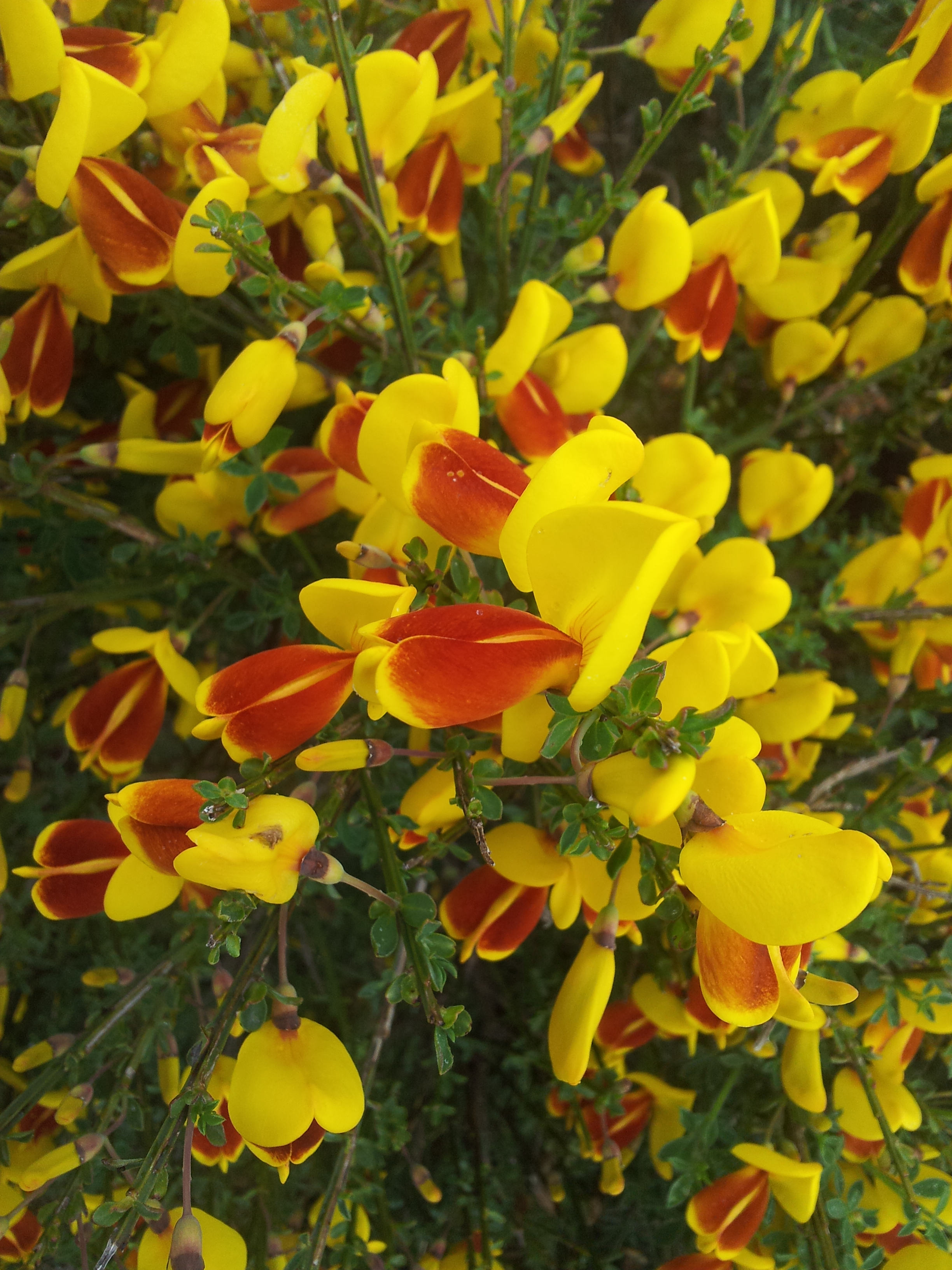
Genêt.

Les genêts ou balais, sont des arbustes ou arbrisseaux appartenant à la famille des Fabaceae. Ce nom vernaculaire regroupe en français des plantes appartenant à différents genres : Cytisus, Cytisophyllum, Chamaecytisus, Echinospartum, Genista, Spartium.
Ces genres se répartissent en Europe, Moyen-Orient et Afrique du Nord, y compris en Macaronésie.
Beaucoup d'espèces appelées genêt sont aussi appelées cytise.
Les genêts forment des fruits appelés gousses qui se dessèchent à maturité et libèrent les graines.

## Étymologie
Le nom vulgaire de Genêt, orthographié genest et geneste en ancien français, est issu du latin genista / genesta qui désignait chez les Romains certains de ces arbrisseaux.

### Chamaecytisus
C'est notamment le genre :
- du genêt pourpre, Chamaecytisus purpureus (Scop.) Link.

### Cytisus
Cytisus est le genre des cytises véritables, mais c'est aussi celui d'un genêt répandu : 
- le genêt à balais, Cytisus scoparius (L.) Link.

Citons aussi :
- le genêt strié, Cytisus striatus (Hill) Rothm. ;
- le genêt blanc d'Espagne, Cytisus multiflorus (L'Hér.) Sweet.
- le genêt purgatif, Cytisus oromediterraneus (G. López & C.E. Jarvis) Rivas MartGenêt en fleur à Fondachelli-Fantina, Sicile.

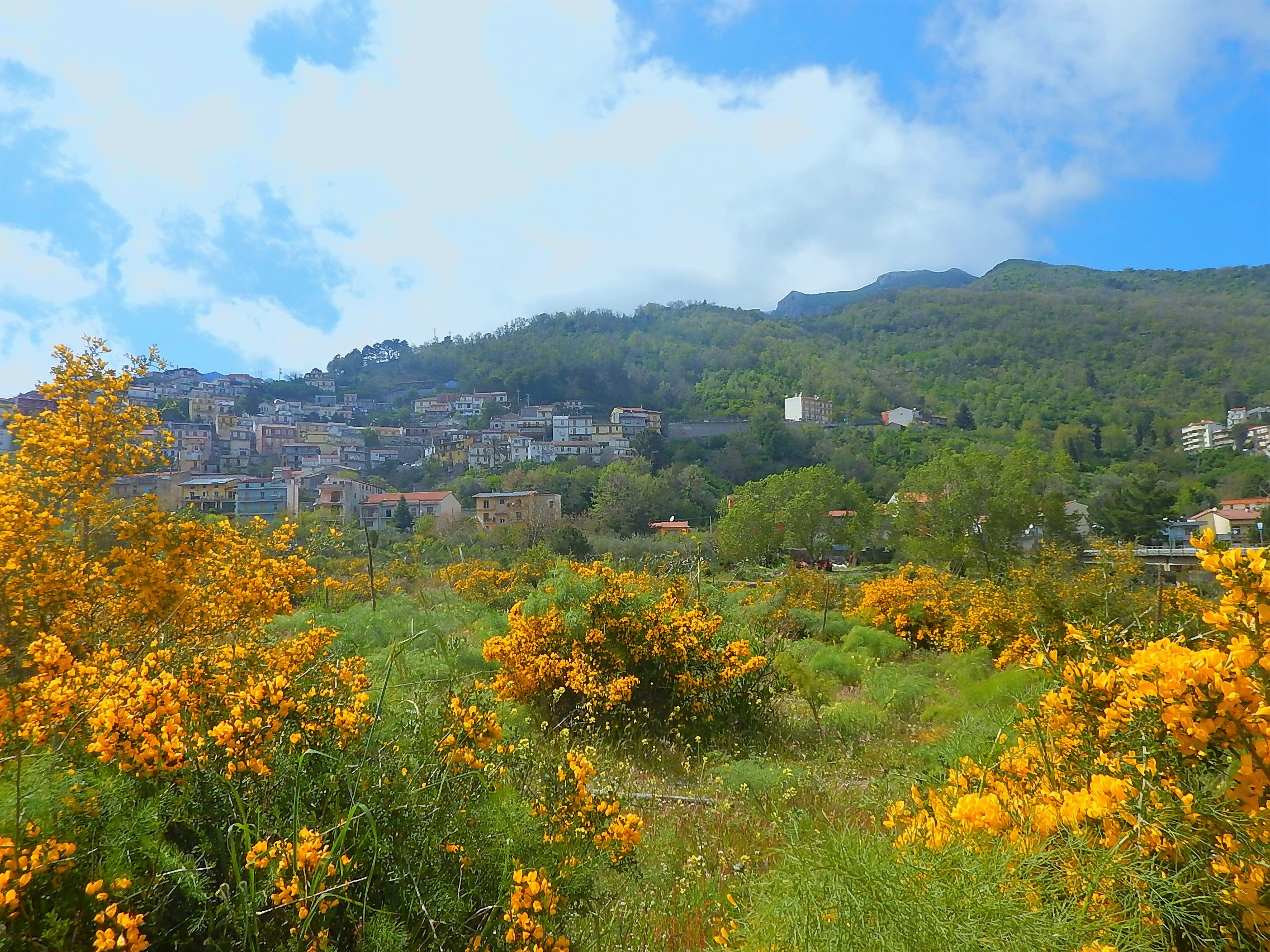
Genêt en fleur à Fondachelli-Fantina, Sicile.

### Cytisophyllum
C'est notamment le genre :
- du genêt de France ou genêt d'Italie ou cytise à feuilles sessiles, Cytisophyllum sessilifolium (L.) O.Lang.

### Genista
C'est le genre des genêts « véritables ». Citons :
- le genêt d'Angleterre, Genista anglica L. ;
- le genêt d'Allemagne, Genista germanica L. ;
- le genêt d'Espagne ou petit genêt d'Espagne, Genista hispanica L. ;
- le genêt des teinturiers, Genista tinctoria L. ;
- le genêt épineux ou genêt scorpion, Genista scorpius (L.) DC. ;
- le genêt cendré, Genista cinerea (Vill.) DC. ;
- le genêt poilu, Genista pilosa L. ;
- le genêt ailé, Genista sagittalis L.

### Spartium
Ce genre ne contient plus qu'une espèce :
- le faux genêt d'Espagne ou spartier à tiges de jonc, Spartium junceum L.

### Autres genêts
- Erinacea anthyllis Link et Echinospartum horridum (Vahl) Rothm sont appelés genêt-hérisson (d'autres espèces le sont aussi).
- Il ne faut pas confondre les genêts avec les ajoncs, qui ont tous des piquants, et plus de fleurs en saison. Pourtant, certains ajoncs, comme Ulex europaeus L., sont également appelés « genêt épineux ».

## Reproduction
Attiré par les pétales jaunes du genêt, un insecte se pose sur la fleur qui s'ouvre alors brusquement. Les étamines se détendent, projetant leur pollen sur le corps de l'insecte. Pendant sa visite d'une autre fleur de genêt, des grains de pollen vont tomber sur le pistil. Cette pollinisation d'une fleur à l'autre a lieu chez de nombreuses plantes. Quand les pétales viennent juste de tomber, le pistil est encore petit puis il s'allonge et donne un fruit garni de graines. Le fruit provient toujours d'une fleur. Il contient plusieurs graines. Le pistil est la partie femelle de la fleur. Les étamines donnant les grains de pollen sont la partie mâle de la fleur. Chaque grain de pollen déposé sur le stigmate, partie supérieure du pistil, forme un tube microscopique qui descend jusqu'à l'un des ovules. L'ovule est alors fécondé et se transforme en graine, le pistil devenant un fruit. Cela ne se produit que si le grain de pollen et le pistil sont de la même espèce (si l'on excepte les cas d'hybridations interspécifiques).

## Rôle de plante-hôte
Les chenilles des lépidoptères suivants se nourrissent de genêts :
- la Ménagère (Dysauxes punctata) ;
- la Bande rouge (Rhodostrophia vibicaria) ;
- l'Hémithée du genêt (Pseudoterpna pruinata) ;
- la Phalène blanche (Siona lineata) ;
- la Thècle de la ronce (Callophrys rubi).

## Utilisation
- Le Genêt à balais a longtemps été utilisé pour faire des brosses et balais. Le mot anglais pour balai broom est aussi le nom du genêt, et le mot genêt en breton « balan », ou peut-être en gaulois « balano », a donné le mot balai en français.
- Le genêt est utilisé pour planter des zones industrielles à réhabiliter à cause de sa grande résistance.
- Le Genêt des teinturiers teint les tissus en jaune.
- Aux xviiie et xixe siècles, la culture du genêt est un moyen d’utiliser à profit des terres en jachère. La racine des genêts fixe l’azote dans les sols, retient la terre et permet d’éviter la transformation des champs en friche sans valeur. Le genêt est alors utilisé en pâturage l’hiver pour nourrir les troupeaux et à l’automne pour la confection de toiles tissées[2].
- Particulièrement abondant dans les régions méditerranéennes et sur des terres pauvres (arides, pentues, sols pierreux…), le genêt (notamment la variété genêt d’Espagne) a également été utilisé pour confectionner des draps de lit. Cette fibre au départ rugueuse confère un tissage épais et solide au toucher lisse et frais une fois tissée et apprêtée. Des historiens[2] du département de l'Hérault en région Occitanie indiquent que cet artisanat s’est arrêté à la fin du XIXème.

## Le genêt dans l'Histoire

### Les noms de famille
En 1128, Geoffroy V, comte d'Anjou, et ses descendants prirent le nom de Plantagenêt, dont les membres furent les comtes d'Anjou et les comtes du Maine, puis par mariage le roi d'Angleterre, les ducs de Normandie et finalement les ducs d'Aquitaine.
Les noms de famille Genest, Genet, Genetet, Gineste, ou bien encore Ginestet proviennent de l'appellation de cette plante. Le nom fut anglicisé[pas clair] en "Broom" par les descendants de ceux qui ont émigré en Angleterre après la conquête normande de 1066.[réf. nécessaire]

### Ordre de la Coste de Genest
L'ordre de la Cosse de genêts est une récompense créée par le roi Charles VI de France. Il ne s'agissait pas à proprement parler d'un ordre de chevalerie, mais plutôt d'un nouveau type de distinction : l'ordre à clientèle. Il se présente sous la forme d'un "collier de livrée".
Deux théories quant à sa création coexistent.
- Il est fondé par Saint Louis en 1234 pour commémorer son mariage avec Marguerite de Provence, fille de Raimond-Bérenger IV de Provence, et son couronnement.
- Il est fondé par le roi Charles VI vers 1396.

L'ordre s'est éteint avec la mort du roi Charles VI.

## Mythologie

### Mythologie médiévale
La légende raconte qu'en 1128, Geoffroy V, dit « le Bel », comte d'Anjou et du Maine, chevauchait dans une lande près de la ville du Mans, lorsqu'il aperçut une licorne à tête de femme et vêtue d'un manteau d'or au milieu d'un champ de genêts. Bouleversé par cette apparition, il choisit de faire de cette plante son emblème et d'en planter sur ses terres, d'où l'origine du surnom « Plantagenêt », qui est à l'origine d'une dynastie princière et royale particulièrement importante au Moyen Âge.[réf. nécessaire]

### Mythologie celtique
Blodeuwedd est une « créature féminine » de la mythologie celtique brittonique qui apparaît dans la quatrième branche du Mabinogi : « Math fils de Mathonwy ». Fabriquée pour être l’épouse du dieu Llew Llaw Gyffes, le sens du nom est « visage de fleurs ».
Le roi Math, qui est aussi magicien et son neveu Gwydion la confectionnent avec des fleurs de genêt, de chêne et de reines-des-prés ; grâce à leur magie, leur « créature » est plus belle que la plus belle des femmes.

### Langage des fleurs
Dans le langage des fleurs, le genêt symbolise la préférence ou la propriété.